# 菊地史子
菊地 史子（きくち ふみこ、1982年 - ）は日本の編集技師。
日本映画・テレビ編集協会（J.S.E.）所属。

## フィルモグラフィー

### 映画
編集助手
- 劇場版 仮面ライダー電王 俺、誕生!
- 相棒 -劇場版II- 警視庁占拠! 特命係の一番長い夜
- 相棒 -劇場版III- 巨大密室! 特命係 絶海の孤島へ
- 相棒シリーズ X DAY
- 相棒シリーズ 鑑識・米沢守の事件簿
- 王妃の館
- 探偵はBARにいる3
- TAP THE LAST SHOW
- サニー
- 太陽は動かない
- 都会のトム&ソーヤ
- さらば あぶない刑事
- しゃぼん玉
- ニセコイ
- マスカレード・ホテル
- 楽園
- 祈りの幕が下りる時(2010年)

編集技師
- いつくしみふかき(2020年)
- 劇場版 岩合光昭の世界ネコ歩き あるがままに、水と大地のネコ家族(2021年)

### ドラマ
編集助手
- 獣拳戦隊ゲキレンジャー
- 天装戦隊ゴセイジャー
- 仮面ライダーキバ
- 仮面ライダー電王（2007~2008年）
- 相棒　Season7〜14（2009〜2016年)
- 遺留捜査
- 連続ドラマW「太陽は動かない -THE ECLIPSE-」(2020年)
- おかしな刑事11-13
- 浅見光彦シリーズ（フジテレビ版）
- 制服捜査2

編集技師
- DREAM
- フルーツ宅配便(2019年)
- 連続ドラマW「太陽は動かない」(2020年)
- 都会のトム&ソーヤ(2021年)
- おいしい給食 season2(2021年)
- 封刃師(2022年)
- 渋谷先生がだいたい教えてくれる(2022年)
- 私のシてくれないフェロモン彼氏(2022年)
- 俺の美女化が止まらない!?(2023年)
- 24時間テレビ 愛は地球を救う46 スペシャルドラマ 虹色のチョーク(2023年)
- around1/4 アラウンド・クォーター(2023年)
- アイドル失格(2024年)
- シークレット同盟(2024年)
- シュガードッグライフ（2024年）

### その他
編集技師
- 岩合光昭の世界ネコ歩き
- いいZooだね。〜岩合光昭の動物園歩き〜